# Lac Caiambé
 (septembre 2020).
Le lac Caiambé est un lac du Brésil, affluent de l'Amazone, dans l'État d'Amazonas.
Il se jette à 30 kilomètres au sud-est de Tefé.